# Mats Ek
Mats Ek, né à Malmö en Suède le 18 avril 1945, est un danseur et chorégraphe de danse contemporaine.

## Biographie
Fils de la chorégraphe Birgit Cullberg et de l'acteur Anders Ek, frère cadet du danseur Niklas Ek et de l'actrice Malin Ek, Mats Ek commence des études de théâtre à Stockholm et commence la danse à l'âge de 26 ans. En 1973, il entre au Ballet Cullberg qu'il dirigera de 1985 à 1993. Il commença initialement sa carrière de chorégraphe en revisitant de manière contemporaine de grands ballets classiques, avant d'affirmer ses propres créations.
En 2000, il crée L'Appartement à l'Opéra de Paris, une pièce en douze tableaux sur la vie quotidienne.
En 2012, il reprend L'Appartement à l'Opéra de Paris à la suite de la chorégraphie de Jerome Robbins Dances at the Gathering. La musique est assurée par le quatuor suédois Fleshquartet. La même année, il danse avec son épouse Ana Laguna dans un spectacle intitulé Memory, librement adapté de Don Juan, au théâtre des Champs-Élysées. Il crée également Bye pour la danseuse Sylvie Guillem,.
Il fait ses adieux à la scène en janvier 2016.

### Vie privée
Mats Ek est marié à la danseuse espagnole Ana Laguna, une autre figure marquante du Ballet Cullberg.

## Prix Europe pour le théâtre - Premio Europa per il Teatro
En 2016, il a reçu le XVe Prix Europe pour le théâtre, en Craiova, avec cette motivation :
Artiste raffiné, génial, aux multiple facettes, Mats Ek a contribué à révolutionner la danse contemporaine des années 70 du siècle dernier jusqu’à aujourd’hui. Né dans une famille d’artistes de très haut niveau, il respire la beauté et l’art depuis sa plus tendre enfance, et son talent inné trouve dans cet environnement un terreau extrêmement fertile pour se développer dans toutes les directions possibles. Danseur, metteur en scène de théâtre et chorégraphe, Mats Ek réussit à atteindre une synthèse créatrice parfaite dans la réalisation de ballets mémorables, à commencer par la réécriture de grands classiques, notamment Giselle, Le lac des cygnes, Carmen, La belle au bois dormant. Il fait ses premiers pas au sein du Cullberg Balletten, la compagnie de danse contemporaine de sa mère, la danseuse et chorégraphe légendaire Birgit Cullberg. Inspiré, entre autres, par Martha Graham, Pina Bausch et Kurt Joos (la leçon de ce dernier a donné naissance à la «danse dramatique» de Birgit Cullberg), Mats Ek introduit dans la danse contemporaine un répertoire gestuel issu de la vie quotidienne, où les éléments corporels comme les visages, les mains et les pieds se fondent pour créer une forte expressivité du mouvement. Le trait caractéristique du style de Mats Ek est la communication au travers du langage du corps, dans lequel la force expressive est prioritaire sur la perfection technique. En outre, la figure féminine est centrale dans chacun de ses ballets, elle représente le cœur de l’action non seulement sur scène mais également dans la réalité quotidienne, dans la plupart de ses œuvres modelées pour et par Ana Laguna, sa muse. Pour Mats Ek, les femmes sont en effet le moteur de la société et, dans ses œuvres, on retrouve une attention particulière au rôle que la société contemporaine attribue à la figure féminine. L’activité de Mats Ek porte également sur d’autres domaines. Un grand nombre de ses ballets, par exemple, ont été adaptés pour la télévision, en recevant des prix prestigieux tels que l’Emmy Award. Pour l’opéra il a créé une Orphée où le chœur dansait avec les danseurs. Les mises en scène de théâtre dramatique comme Dom Juan de Molière et Andromaque de Racine sont créées dans un danse-théâtre où des solos dansés par les acteurs forment une sorte d’arias d’émotions. Par ailleurs, on connaît ses collaborations artistiques avec les plus grandes étoiles de la danse mondiale comme Mikhaïl Baryschnikov, Sylvie Guillem, Yvan Auzely et Roberto Bolle. En près de cinquante ans d’activité artistique, Mats Ek a contribué à modifier le langage de la danse contemporaine, en devenant une icône mondiale, adoré du public international, et cela fait de lui le lauréat idéal du Prix Europe pour le Théâtre.

## Principales chorégraphies
- 1976 : Kalfaktorn
- 1976 : St. George and the Dragon
- 1976 : The Officer's Servant
- 1977 : Soweto
- 1978 : The House of Bernarda
- 1982 : Giselle
- 1984 : Le Sacre du printemps
- 1987 : Parken
- 1987 : Gräs
- 1987 : Le Lac des cygnes
- 1989 : Gamla Barn
- 1992 : Meinungslose Weiden pour le Ballet de Hambourg
- 1995 : She Was Black pour le Ballet Cullberg
- 1995 : Smoke (réintitulé Solo for Two), créé pour Sylvie Guillem et Niklas Ek
- 1997 : Une sorte de...
- 1998 : Carmen
- 1999 : La Belle au bois dormant
- 1997 : En Slags
- 1999 : På Norbotten
- 1999 : Don Giovanni
- 1999 : Down North
- 2000 : Appartement, création pour l'Opéra de Paris
- 2001 : Andromaque
- 2002 : Fluke
- 2005 : Pas de danse
- 2007 : Pic Nic
- 2008 : Fireplace
- 2010 : Ajö
- 2012 : Bye, créé pour Sylvie Guillem au théâtre des Champs-Élysée.
- 2013 : Julia och Romeo
- 2014 : Utvandrarna
- 2015 : Hache
- 2016 : Mémoire Roumaine, création pour le Prix Europe pour le Théâtre
- 2019 : Another Place, création pour l'Opéra de Paris
- 2019 : Boléro, création pour l'Opéra de Paris

## Théâtre

### Mise en scène
- 1999 : Don Giovanni
- 2001 : Andromaque
- 2007 : Le Songe d'August Strindberg

## Prix et distinctions
- 2006 : Prix Benois de la danse
- 2012 : Commandeur des Arts et des Lettres[9]
- 2016 : Prix Europe pour le théâtre[10]